# NGC 2885
NGC 2885 је лентикуларна галаксија у сазвежђу Лав која се налази на NGC листи објеката дубоког неба.
Деклинација објекта је + 23° 1' 12" а ректасцензија 9h 27m 18,4s. Привидна величина (магнитуда) објекта NGC 2885 износи 13,9 а фотографска магнитуда 14,8. NGC 2885 је још познат и под ознакама IC 538, UGC 5037, MCG 4-22-58, CGCG 121-98, PGC 26811.